# الكسندر هوتكوب
الكسندر هوتكوب (بالهولندية: Xander Houtkoop)‏ (26 مارس 1989 بأمستردام في هولندا - ) هو لاعب كرة قدم هولندي في مركز الوسط. شارك مع منتخب هولندا تحت 19 سنة لكرة القدم. أما مع النوادي، فقد لعب مع أدو دين هاغ وغو أهد إيغلز ونادي إيمن ونادي كامبور ونادي هيرنفين وهيراكليس ألميلو.

## وصلات خارجية
- الكسندر هوتكوب على موقع قاعدة بيانات كرة القدم.إي يو (الإنجليزية)
- الكسندر هوتكوب على موقع Soccerway.com (الإنجليزية)